# Mitbach
Der Mitbach ein 4,5 km langer Zufluss des Veybachs in Euskirchen. Er entspringt nahe dem Stadtteil Billig auf ca. 221 m ü. NHN, durchfließt dann den Euskirchener Stadtwald und verläuft durch die Südstadt entlang den Mitbachauen und dem Schillerpark in die Innenstadt, wo er an der Gerberstraße auf ca. 160 m ü. NHN in den Veybach mündet.
Die so genannten Mitbachanlagen und der Schillerpark sind ein beliebtes Naherholungsgebiet im Süden der Stadt. Entlang des Mitbachs befanden sich bis in das späte 20. Jahrhundert zahlreiche Fabriken der Euskirchener Tuchindustrie.